# Hymenandra calycosa
Hymenandra calycosa är en viveväxtart som först beskrevs av William Botting Hemsley, och fick sitt nu gällande namn av J.J. Pipoly och J.M. Ricketson. Hymenandra calycosa ingår i släktet Hymenandra och familjen viveväxter. Inga underarter finns listade i Catalogue of Life.